# Pempeliella
Pempeliella är ett släkte av fjärilar som beskrevs av Caradja 1916. Pempeliella ingår i familjen mott. 
Efter att brunt timjansmott, (Delplanqueia dilutella), förts till Delplanqueia istället för Pempeliella, så är nu brokigt timjansmott (Pempeliella ornatella) ensam svensk art i släktet.